# 리본이악어
리본이악어(giant oarfish)는 산갈치과에 딸린 물고기이다. 양극지방을 제외한 모든 바다를 돌아다니는 회유어종이다. 학명은 레갈레쿠스 글레스네(Regalecus glesne).크기가 최대 10m에 달한다. 빛이 약간 들어오는 반심해대에 살며 꼬리지느러미가 몸보다 길다
리본이악어는 세계에서 신장이 가장 긴 경골어류이다.